# Renascença italiana
Renascença Italiana ou Renascimento Italiano é como ficou conhecida a fase de abertura do Renascimento (ou Renascença), um período de grandes mudanças e conquistas culturais que ocorreram na Europa, entre o século XIV e o século XVI. Este período marca a transição entre a Idade Média e a Idade Moderna.
A referência inicial é a região da Toscana, centrado nas cidades de Florença e Siena. Espalhou-se depois para o sul, tendo um impacto muito significativo sobre Roma, que foi praticamente reconstruída, em sua maior parte, sob a tutela dos Sumo Pontífices da Igreja Católica Romana que ocuparam a Cátedra de São Pedro no período, especialmente Sisto IV.O Renascimento Italiano inaugura um período de rejeição da Idade Média, fruto da sua visão tripartida da História: a Antiguidade Clássica, época ideal e perfeita; uma época intermédia, a Idade Média; e, por fim, o Renascimento dessa mesma Antiguidade (que teve lugar precisamente em Itália, entre o século XIV e XVI).
Foi um momento de grandes realizações culturais, do aparecimento de nomes como: Petrarca, Baldassare Castiglione e Maquiavel na literatura; Leonardo da Vinci, Botticelli, Michelangelo, Rafael Sanzio e toda uma gama imensa de grandes mestres nas artes plásticas. Um período de grandes realizações arquitetônicas: do domo de igreja de Santa Maria del Fiore, de Filippo Brunelleschi em Florença e a Basílica de São Pedro em Roma:  e outras tantas, distanciadas do Gótico, vêm a lume.

## Antecedentes históricos

Santa Maria del Fiore, Florença.

A renascença italiana emerge em meio ao século XIII, período em que as invasões estrangeiras haviam feito com que a região mergulhasse numa grande confusão e depressão. Entretanto, as ideias que a forjaram espalharam-se por toda Europa, fomentando o que viria a ser chamado o renascimento do norte e, mesmo fora do continente, o renascimento inglês. Ocorrem os primeiros passos no sentido da "invenção do sujeito".
Até meados do século XIV a região centro-sul da Itália, que fora o coração do Império Romano, estava empobrecida. Roma era uma cidade em ruínas e os Estados Papais eram parcamente administrados, já que a sede do Papado tinha sido deslocada para Avinhão, na França. Sicília, Sardenha e Nápoles estiveram por um longo período sob domínio estrangeiro.
A região norte, por outro lado, atravessava um período de maior prosperidade: Milão, Florença, Pisa, Siena, Gênova, Ferrara e Veneza.
Embora possam ser assinalados marcos importantes na história da cultura, que trouxeram à luz mudanças importantes em relação a costumes anteriores, o Renascimento não representou uma virada súbita a partir do nada em relação à Idade Média. Ao contrário, foi mais uma intensificação, num processo de evolução continuada, de um interesse pelas coisas da Antiguidade que existia desde séculos antes. Suas raízes de humanismo, naturalismo, racionalismo e idealismo estavam lançadas desde a Grécia Antiga, em torno dos séculos VI-V a.C., e jamais se perderam inteiramente de vista para os italianos, em cujo solo se perpetuaram várias relíquias do Império Romano, ele próprio um herdeiro da tradição grega e o principal agente da sua primeira transmissão à posteridade. Além de monumentos e algumas obras de arte, uma parte importante da literatura artística e filosófica grecorromana se conservou ao longo da Idade Média através do trabalho de copistas em vários mosteiros da Europa, e diversos princípios clássicos foram incorporados ao pensamento filosófico e religioso cristão. Assim, mesmo que o cristianismo tenha obscurecido ou adaptado esses princípios para servirem à sua doutrina, o mundo clássico permanecia uma referência viva não só para italianos, mas para vários outros povos europeus. Por outro lado, o cristianismo introduziu na Europa a noção de pecado, a doutrina do inferno e repudiou o corpo humano, e com isso se criou uma atmosfera psicológica um tanto sombria ao longo da Idade Média, fazendo o homem comum considerar a si mesmo um ser abjeto e cujo Deus era um tirano furioso e implacável, sempre pronto a vingar ofensas das maneiras mais cruéis.

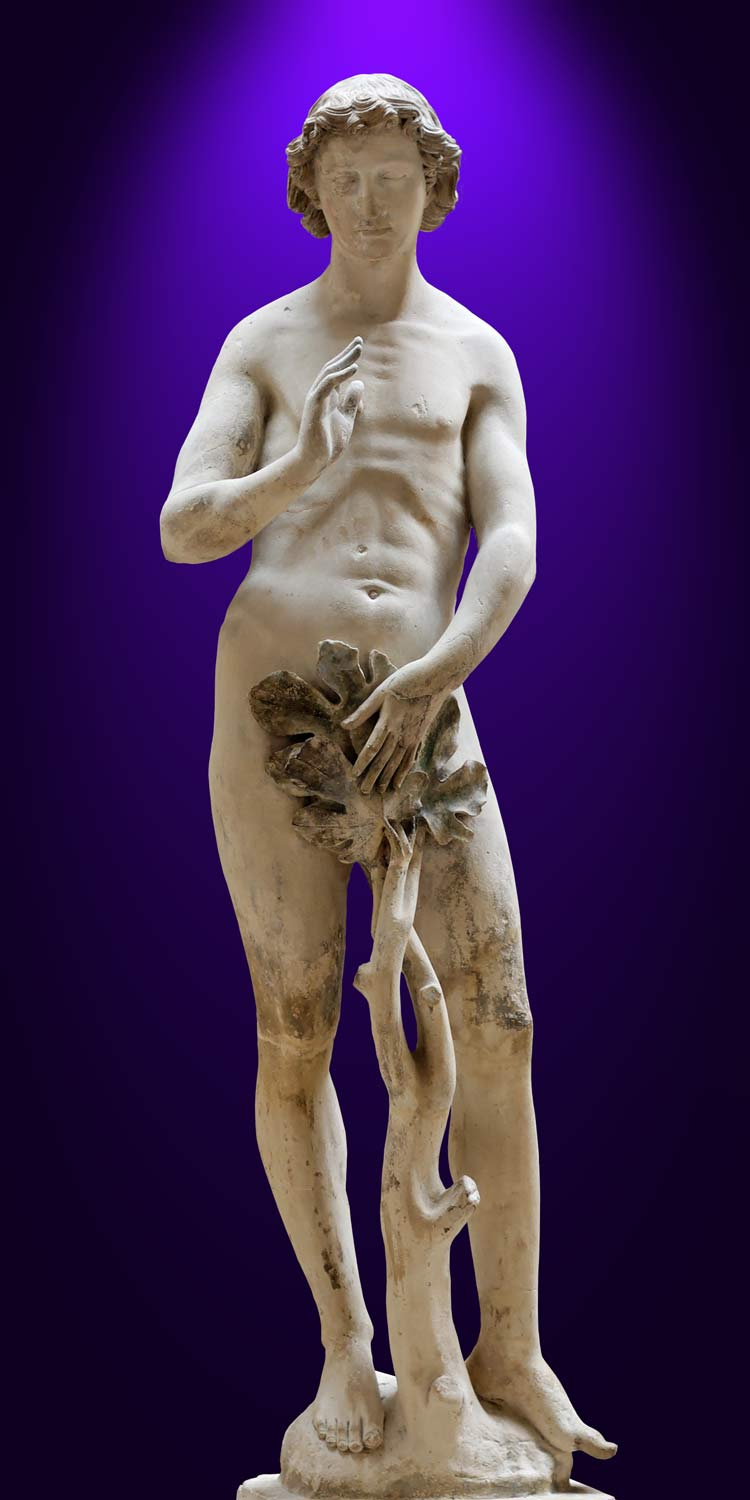
Adão, originalmente na fachada da Catedral de Notre-Dame de Paris, c. 1260, hoje no Museu de Cluny.

Uma tendência a uma reforma nesse estado de coisas teve seu início com a consolidação das primeiras universidades. Desde meados do século XI, Paris se tornara o maior centro teológico e cultural da Europa através da presença de grandes filósofos e pedagogos como Pedro Abelardo e Hugo de São Vitor, e da atuação de várias escolas, que se fundiram para formar, por volta de 1170, a Universidade de Paris. Nesse ambiente acadêmico, bastante liberal e relativamente independente da Igreja, ganhou terreno uma filosofia humanista e se estruturou a doutrina do purgatório, que oferecia uma via de escape do inferno através de um estágio purificador preliminar à ascensão ao paraíso. Ao mesmo tempo a Virgem Maria, bem como outros santos, começaram a ser considerados grandes advogados da humanidade junto à justiça de Cristo. Nesse processo a antiga tendência da fé cristã de corrigir o pecador através do medo e da ameaça com a danação eterna foi atenuada por visões que ressaltavam a misericórdia antes do que a ira divina, e que levavam mais em conta a falibilidade inerente à natureza humana. Ao mesmo tempo em que humanismo ensinado nas escolas de filosofia redefinia princípios fundamentais da fé, também possibilitava a absorção de elementos da Antiguidade clássica na arte, afrouxava a rigorosa ética que norteara o pensamento moral nos séculos anteriores, e direcionava a atmosfera cultural em direção a uma maior laicização, favorecendo o deslocamento do interesse do supranatural para o mundano e para o humano. E também resgatava o valor da pura beleza das formas que havia sido perdido desde a Antiguidade, considerando, como fez São Tomás de Aquino, que a Beleza estava intimamente associada com a Virtude, derivando da coordenação das partes de um objeto entre si em proporções corretas e da plena expressão de sua natureza essencial. Segundo Hauser, nesse período, chamado de Gótico, se completou
"... a grande transição do espírito europeu do Reino de Deus para a Natureza, das coisas eternas para o ambiente imediato, dos tremendos mistérios escatológicos para os segredos mais inofensivos do mundo criado. (...) A vida orgânica, que depois do fim da Antiguidade havia perdido todo o valor e significado, mais uma vez se torna honrada, e as coisas individuais da realidade sensível são doravante erguidas como sujeitos de uma arte que já não requer justificações sobrenaturais. Não há melhor ilustração desse desenvolvimento do que as palavras de São Tomás de Aquino, 'Deus rejubila em todas as coisas, em cada qual de acordo com sua essência'. Elas são o epítome cabal da justificação teológica do naturalismo. Todas as coisas, por mais pequenas e efêmeras que possam ser, têm uma relação imediata com Deus; tudo expressa a divina natureza de sua própria maneira e assim ganha valor e significado também para a arte".
Nesse processo de valorização do natural o corpo humano foi especialmente beneficiado, pois até então era visto mais como um pedaço desprezível de carne suja e como a fonte do pecado. Essa aversão ao corpo fora uma nota onipresente na cultura religiosa anterior, e a representação do homem primava por uma estilização que minimizava sua carnalidade, mas agora se abandonava definitivamente o esquematismo simbólico do românico e do gótico primitivo para se alcançar em breve espaço de tempo um naturalismo que não se vira desde a arte grecorromana. A própria figura do Cristo, antes representado principalmente como Juiz, Rei e Deus, se humanizou, e a adoração de sua humanidade passou a ser considerada o primeiro passo para se conhecer o verdadeiro amor divino. A conquista do naturalismo foi uma das mais fundamentais de todo o gótico, tornando possíveis séculos adiante os avanços ainda mais notáveis do Renascimento no que diz respeito à mímese artística e à dignificação do homem em sua beleza ideal. Conforme disse Ladner,
"... no fim do século XI a espiritualização havia chegado um clímax além do qual era impossível prosseguir; e portanto a primeira metade do século XII foi um ponto de virada na história da imagem do homem na arte Cristã, bem como no desenvolvimento da doutrina da semelhança entre a imagem do homem e a de Deus".

### Séculos XIII-XIV: o proto-Renascimento

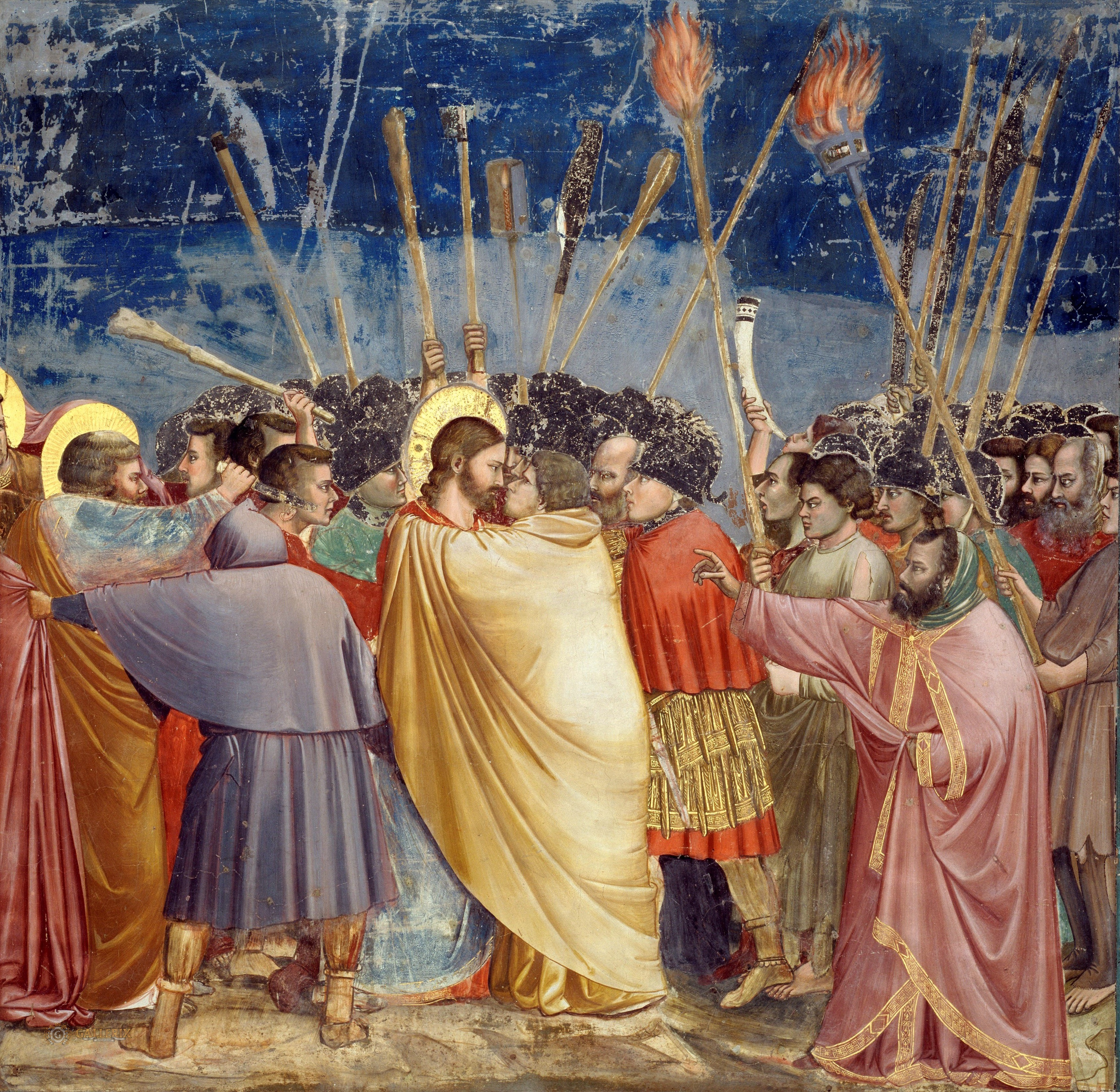
O Beijo de Judas, de Giotto, na Capella degli Scovegni.

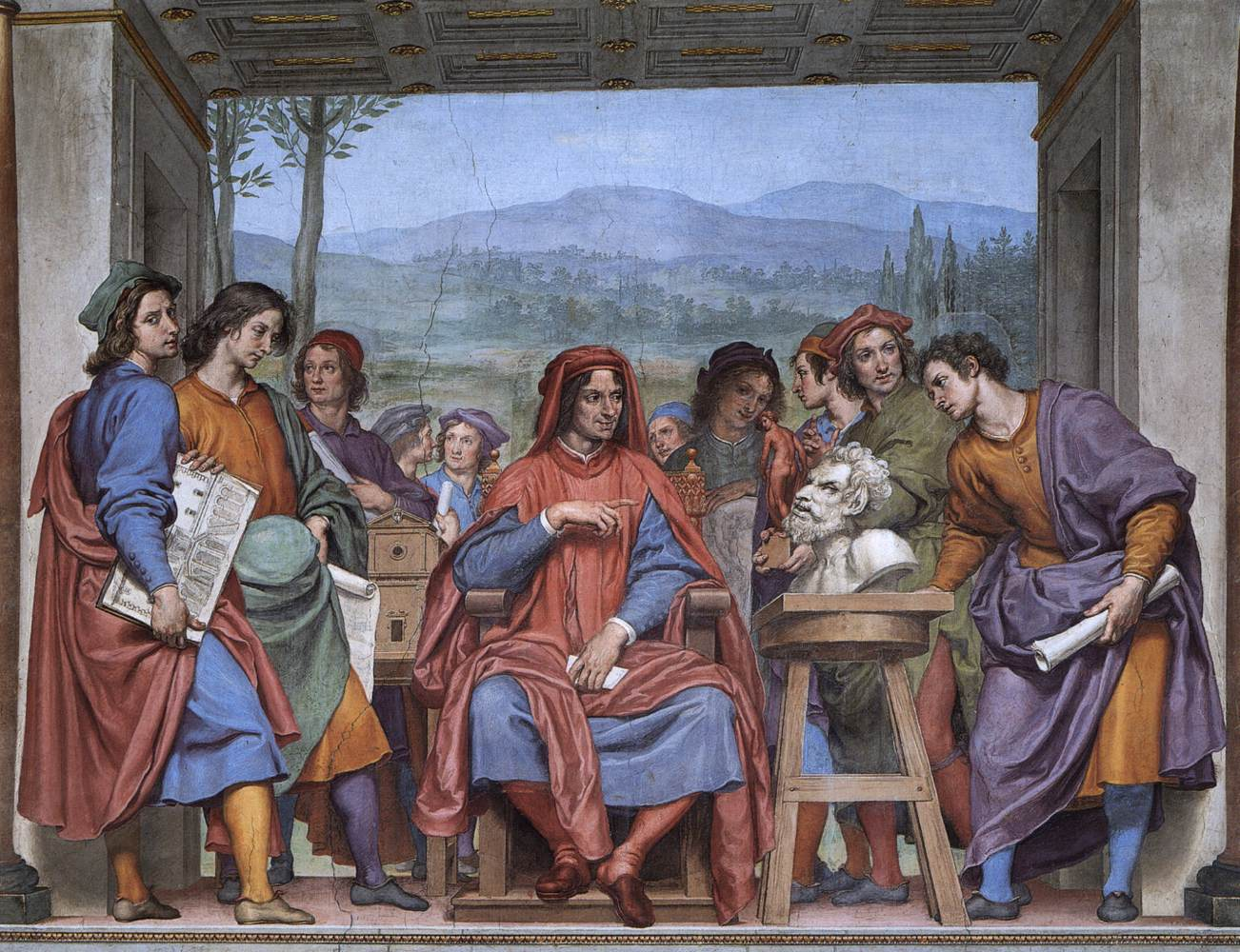
Ottavio Vannini, Lourenço de Médicis entre Artistas, fresco do Palácio Pitti, Florença, 1636-1642.

O Renascimento propriamente dito foi precedido na Itália por um importante período de fermentação cultural a partir de meados do século XIII, em parte inspirado pela presença de um novo movimento religioso desencadeado pelas ordens mendicantes, em especial a fundada por São Francisco de Assis, que pregou entre os pobres falando da beleza do mundo natural e da dignidade do homem, favorecendo uma relação mais direta e íntima com Deus, e seu exemplo de vida estimulou os intelectuais e artistas a verem o mundo com outros olhos, com mais otimismo. Outro elemento de suma importância foi o desenvolvimento da literatura através de Dante Alighieri, Boccaccio e Petrarca, com o resultado de produzirem uma poesia concentrada na experiência interior e nas variações da natureza humana, expressa no vernáculo mas inspirada em modelos latinos.
O contexto italiano apresentou características tão únicas que pode-se dizer que foi o berço do Renascimento. Foi Petrarca quem aparentemente primeiro entendeu a Antiguidade como uma civilização autônoma, e a partir disso concebeu um programa de estudos clássicos centrado na linguagem, uma vez que se a Antiguidade havia de ser melhor compreendida, deveria sê-lo em seus próprios termos, ou seja, antes de se valer do latim como um veículo de ideias modernas, como então era a prática corrente, se deveria estudar o latim como ele era usado pela Roma Antiga, além de perseguir o antigo ideal de eloquência como uma união entre a habilidade retórica e literária com as virtudes morais, e como um instrumento de educação pública.
Como disse Leonardo Bruni na geração seguinte, Petrarca mostrou a maneira como o conhecimento deveria ser adquirido. Outro fator importante foi o convite feito ao erudito grego Manuel Crisoloras em 1397 para que fosse ensinar em Florença. Com ele o estudo do grego, que havia sido abandonado há muitos séculos, começou a ser considerado quase tão importante quanto o do latim, além de ter insistido que se conhecesse os autores gregos a partir de fontes primitivas e não de resumos e comentários medievais, estimulando uma grande demanda por textos clássicos originais e inaugurando uma nova fase nos estudos humanistas.

## Gestação e expansão
Costuma-se dividir o Renascimento em três grandes fases, correspondendo ao período que vai do século XIV ao século XVI, o que os italianos chamam de Trecento, Quattrocento e Cinquecento.

### Trecento

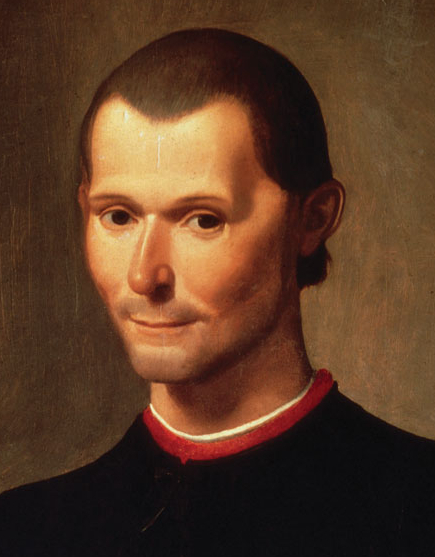
Maquiavel por Santi di Tito, no Palazzo Vecchio, em Florença.

O Trecento (século XIV) manifesta-se predominantemente na península Itálica, mais especificamente na cidade de Florença, polo político, econômico e cultural da região. Giotto, Boccaccio e Petrarca estão entre seus representantes. Essa fase se caracterizou pelo suicídio de Boccaccio, o qual ninguém sabe o motivo. Foi quando as pinturas começaram a ganhar vida e movimento.

### Quattrocento
Durante o Quattrocento (século XV) o Renascimento espalha-se pela península Itálica, atingindo seu auge. Neste período atuam Botticelli, Leonardo da Vinci, Rafael Sanzio e, no seu final, Michelangelo, dando os primeiros sinais da presença de ideais anticlássicos, mas ainda utilizando-se do clássico, o que viria caracterizar o Maneirismo, a etapa final do Renascimento nas artes plásticas. Estes três últimos artistas são considerados o "trio sagrado" da Renascença italiana. Nessa época a cidade de Florença tornou-se o principal centro da arte renascentista.

### Cinquecento
No Cinquecento (século XVI), o Renascimento já impregnou toda a Europa, mas, mostra sinais de cansaço, abrindo espaço para outras formas de manifestações estéticas, filosóficas, políticas. Ocorrem as primeiras manifestações maneiristas e a reboque da Contrarreforma aparece o Barroco como estilo oficial da Igreja Católica. Na literatura atuaram Ludovico Ariosto, Torquato Tasso e Nicolau Maquiavel. Na pintura, Rafael Sanzio e, principalmente, Michelangelo, que seria o diapasão da nova tendência. Nesse período a cidade de Florença perdeu a importância e Roma passou a ser o principal polo cultural do renascimento.

### A conquista de Roma
O desenvolvimento do espírito renascentista na capital do antigo Império Romano pode ser delineado pela sucessão apostólica dos bispos de Roma.

Itália 1494.

Os novos ares vindos da região norte italiana, que já se espraiaram por toda a península, começaram a exercer um impacto maior em Roma a partir do pontificado de Nicolau V (1447 - 1455). As grandes intempéries do Segundo Grande Cisma chegara ao fim, e os bispos de Romas já estavam de novo em sua diocese. Nicolau V, que durante sua passagem por Florença havia se tornado um humanista, exaurindo todos os seus recursos na compra de livros, quando ocupou a Cátedra de Pedro cercou-se de personalidades notáveis com a mesma filosofia, como: Guarino de Verona, Niccolo Perotti, Poggio, Lorenzo Valla e Vespasiano da Bisticci, que atestou que "todos eruditos do mundo chegaram a Roma no tempo do Papa Nicolau". Enviou representantes a Atenas, Constantinopla, Inglaterra e Alemanha atrás de manuscritos latinos e gregos e equipou o Vaticano com uma grande equipe de copistas e revisores, "fossem eles pagãos ou cristãos". Contratou Leon Battista Alberti para executar diversas obras que deram início à remodelação urbanística de Roma, chegando a conceder empréstimos a cidadãos romanos para remodelar suas casas, palácios, para ornamentar a cidade.
A 4 de setembro de 1449, Nicolau anunciou um jubileu para o ano seguinte cuja consequência seria um novo influxo de peregrinos de toda a Europa. A multidão seria tanta que, em Dezembro, na ponte Santo Ângelo, morreriam cerca de 200 pessoas "atropeladas" ou afogadas no rio Tibre. Nesse mesmo ano, reapareceu a peste na cidade, e Nicolau V fugiu de Roma.
Apesar da atitude condenável, Nicolau V conseguiu estabilizar o poder temporal do Papado, isolando-o da interferência do imperador. Desta forma, a coroação e casamento de imperador Frederico II, a 16 de março de 1452, não passou, portanto, de uma cerimónia civil. O Papado controlava agora Roma firmemente. A tentativa de Stefano Porcari, que almejava a restauração da república, foi implacavelmente suprimida em Janeiro de 1453. Porcari seria enforcado juntamente com os seus ajudantes, Francesco Gabadeo, Pierto de Monterotondo, Battista Sciarra e Angiolo Ronconi; não obstante, a reputação do Papa seria questionada quando, ao início da execução, Nicolau V se apresentou demasiado bêbedo para confirmar as graças que havia garantido a Sciarra e Ronconi.
O sucessor de Nicolau V, o papa Calixto III, não continuou a política cultural de Nicolau, devotando-se à sua maior paixão, o amor pelos seus sobrinhos. O toscano Pio II, que tomou as rédeas após a sua morte em 1458, revelou-se um grande humanista, embora pouco fazendo por Roma. Foi durante o seu pontificado que Lorenzo Valla demonstrou que a Doação de Constantino tinha sido uma falsificação. Pio II foi também o primeiro Papa a recorrer à luta armada, em campanha contra os barões rebeldes Savelli dos subúrbios de Roma, em 1461. Um ano depois, com a transladação da cabeça do apóstolo Santo André para Roma, deu-se um novo afluxo de peregrinos. O pontificado do papa Paulo II (1464-1471) notabilizou-se unicamente pela reintrodução do Carnaval, que se tornaria um festejo muito popular em Roma durante os séculos seguintes. Ainda no mesmo ano (1468) foi desmontada uma conspiração contra o papa, organizada por intelectuais da Academia Romana, fundada por Pomponio Leto, resultando no aprisionamento dos envolvidos no Castelo de Santo Ângelo.
No entanto, o pontificado mais importante foi, sem dúvida, o do papa Sisto IV. Para favorecer um familiar, Girolamo Riario, instigou a conspiração por parte dos Pazzi (Congiura dei Pazzi) contra a família Médici, de Florença (26 de abril de 1478) e, em Roma, combateu os Colonna e os Orsini. Apesar dos grandes custos desta política de intrigas e guerras, Sisto IV era um verdadeiro padroeiro da arte na mesma linha de Nicolau V: reabriu a Academia e reorganizou o Collegio degli Abbreviatori e, em 1471, iniciou a construção da Biblioteca do Vaticano, cujo primeiro curador foi Platina. A Biblioteca foi oficialmente fundada a 15 de junho de 1475. Sisto mandou restaurar várias igrejas, incluindo Santa Maria del Popolo, Água Virgem e o Hospital do Espírito Santo, mandou pavimentar algumas ruas e foi também o responsável pela construção de uma ponte famosa sobre o Tibre que actualmente se conhece pelo seu nome. No entanto, o seu projecto de maior envergadura foi a Capela Sistina no Palácio Apostólico. A sua decoração convocou alguns dos mais renomeados artistas de época, onde se incluem Mino da Fiesole, Sandro Botticelli, Domenico Ghirlandaio, Pietro Perugino, Luca Signorelli e Pinturicchio — já no século XVI, Michelangelo pintou-a com aquela que se tornaria na sua obra-prima, transformando a capela num dos mais espectaculares monumentos em todo o mundo. Sisto morreu a 12 de agosto de 1484, e foi considerado o primeiro rei-papa de Roma.
Durante o pontificado dos seus sucessores, Inocêncio VIII e Alexandre VI (1492-1503), Roma sofria do caos, de corrupção e do nepotismo emergente. No intervalo de tempo entre a morte do primeiro e a eleição do segundo, ocorreram 220 assassinatos na cidade. Alexandre VI teve que enfrentar Carlos VIII de França, que invadiu a Itália em 1494 e entrou em Roma a 31 de dezembro desse ano. O Papa foi obrigado a barricar-se no Castelo de Santo Ângelo, que havia se tornado numa verdadeira fortaleza por obra de Antonio da Sangallo, o jovem, mas o hábil Alexandre saberia conquistar a ajuda do rei, designando o seu filho César Bórgia como conselheiro militar na subsequente invasão do Reino de Nápoles. Roma ficava, assim, segura. Entretanto, com a movimentação do rei para sul, o papa recambiava a sua posição, alinhando com a Liga antifrancesa dos estados italianos que, finalmente, forçaram Carlos a bater em retirada para França.

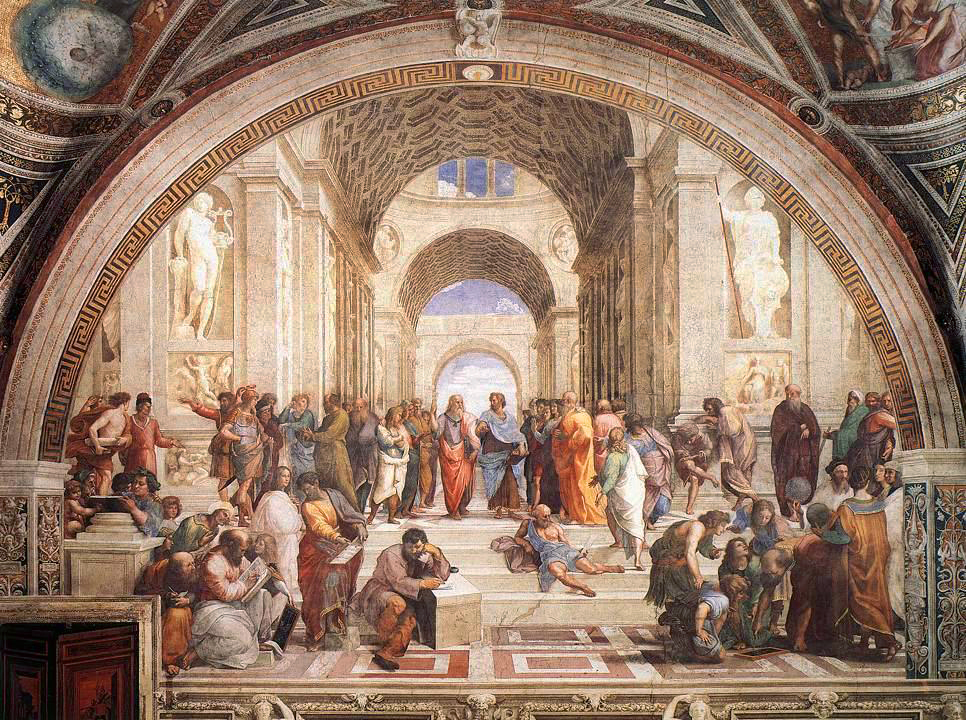
A Escola de Atenas, 1509, Stanza della Segnatura, Museus Vaticanos.

Alexandre, considerado o Papa mais nepotista de todos, favoreceu o seu implacável filho César Bórgia, criando para ele um ducado pessoal constituído por alguns dos territórios pertencentes aos Estados Pontifícios, e banindo de Roma a família Orsini, o inimigo mais insistente de Cesare. Em 1500, a cidade alojou um novo Jubileu, mas as ruas tornavam-se cada vez mais inseguras, especialmente à noite, quando eram controladas por bandos de criminosos, os "bravi". Não obstante, foi o próprio Cesare a assassinar Alfonso de Bisceglie, a sua irmã Lucrezia e, presumivelmente, o filho do papa, Giovanni de Gandia.
O Renascimento teve um grande impacto no aspecto de Roma com trabalhos como a Pietà (Piedade) de Michelangelo e os frescos do Aposento Borgia, todos realizados durante o pontificado de Inocêncio. Roma atingiu o seu expoente de esplendor sob o Papa Júlio II (1503-1513) e seus sucessores Leão X e Clemente VII, ambos membros da família Médici. Durante estes vinte anos, Roma tornara-se no maior centro de arte em todo o mundo. A velha Basílica de São Pedro foi demolida e recomeçada uma nova. A cidade alojou artistas como Bramante, que construiu o templo de São Pedro em Montorio e foi autor de um grande projeto para renovar a Cidade do Vaticano; Rafael Sanzio, e seus afrescos na Capela Nicolina, Vila Farnesina e no Palácio Vaticano, entre outras obras de arte famosas; e Michelangelo, que iniciou a decoração do teto da Capela Sistina esculpiu a estátua de Moisés. Roma perdia parcialmente o seu carácter religioso para se tornar progressivamente numa verdadeira cidade do Renascimento, com um grande número de festejos populares, corridas de cavalos, festas, intrigas e episódios de negligência. A economia estabilizou-se com a presença de vários banqueiros da Toscana, incluindo Agostino Chigi, que foi um amigo de Rafael e também ele patrocinador das artes. Antes da sua morte prematura, Rafael foi também, e pela primeira vez, um promotor para a conservação das ruínas da Antiguidade.

### Realizações artísticas

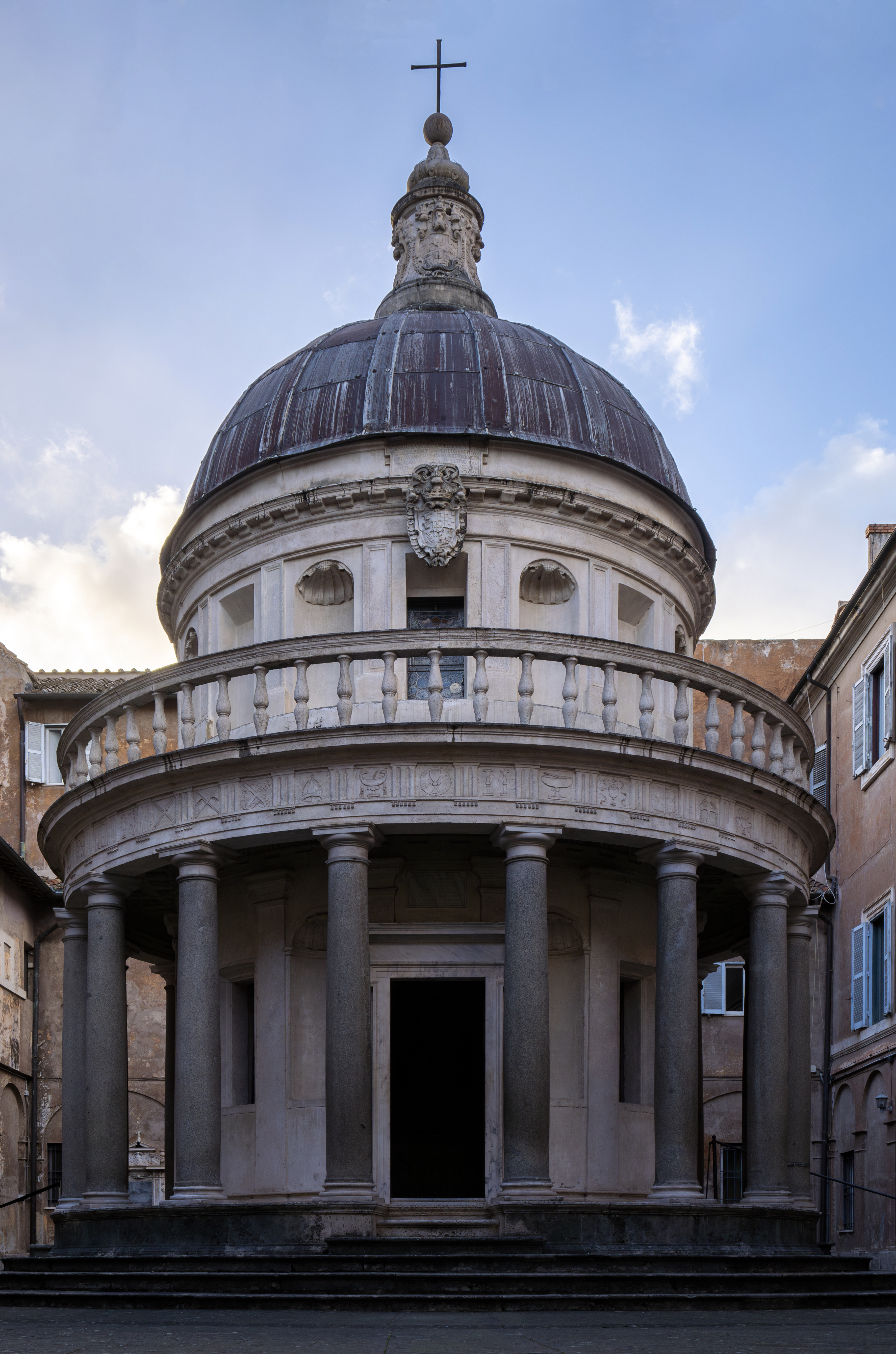
Tempietto, Bramante.

#### Arquitetura
Em Florença inicia-se o desenvolvimento do novo estilo arquitetônico.  Uma das primeiras construções a apresentar as características renascentistas são as projetadas por Filippo Brunelleschi, basicamente, arquitetura religiosa como a cúpula da Basílica de Santa Maria del Fiore e a Capela de Pazzi.
A expansão do Renascimento
O renascimento se expandiu a partir da Itália para outras partes da Europa. Um dos fatores que mais contribuíram para a divulgação das obras renascentistas foi o aperfeiçoamento da imprensa por Johannes Gutenberg (1400 - 1468), o que permitiu a impressão de muitas páginas em pouco tempo. Existiram grandes nomes do renascimento em: Portugal, Espanha, Inglaterra, França, Holanda e Alemanha.